# Ira Washington Rubel
Ira Washington Rubel († 1908) gilt als Erfinder des Offsetdrucks.
Rubel war Besitzer einer Steindruckerei im US-Bundesstaat New Jersey. Um 1900 baute er eine Maschine für den Gummidruck. Des Weiteren prägte er den Begriff Offsetdruck.